# الغواصة تايب 201
تايب 201 غواصة من الفئة الأولى في ألمانيا من الغواصات العسكرية التي بنيت بعد الحرب العالمية الثانية. لقد تم تصنيعها من الفولاذ المغناطيسي لمواجهة تهديد الألغام البحرية المغناطيسية، لكن المواد لم يتم اختبارها بشكل كافٍ وأثبتت أنها تشكل مشكلة في الخدمة مع البوندزمارين. أجبرت الشقوق المجهرية في بدن الضغط على إلغاء تسعة من الغواصات الاثنتي عشرة المطلوبة والتقاعد المبكر للقوارب الثلاثة المكتملة. تم استبدالها بغواصات من تايب 205 مماثلة للغاية، والتي تم بناؤها من الصلب العادي. المسؤول عن التصميم والبناء كان Ingenieurkontor Lübeck (IKL) برئاسة أولريش جابلر.

## قائمة القوارب
| رقم بينانت | اسم  | حوض بناء السفن | المنصوص عليها  | أطلقت         | إعطاء تفويض   | سحب تفويض      | مصير                    |
| ---------- | ---- | -------------- | -------------- | ------------- | ------------- | -------------- | ----------------------- |
| S180       | يو-1 | أتش دي دبليو   | 8 يونيو 1960   | 2 أكتوبر 1961 | 20 مارس 1962  | 22 يونيو 1963  |                         |
| S181       | يو-2 | أتش دي دبليو   | 1 سبتمبر 1960  | 25 يناير 1962 | 3 مايو 1962   | 15 أغسطس 1963  | إنفصلنا                 |
| S182       | يو-3 | أتش دي دبليو   | 12 أكتوبر 1960 | 7 مايو 1962   | 20 يونيو 1964 | 15 سبتمبر 1967 | غرقت أثناء التجارب 1971 |